# حمد الطیار
حمد الطیار (عربی: حمد الطيار؛ زادهٔ ۱۰ فوریهٔ ۱۹۸۲) بازیکن فوتبال اهل کویت بود.
از باشگاه‌هایی که در آن بازی کرده‌است می‌توان به باشگاه ورزشی کاظمه کویت اشاره کرد.
وی همچنین در تیم ملی فوتبال کویت بازی کرده‌است.